# ساونسیا
ساونسیا (انگلیسی: Savencia) شرکت صنایع غذایی فرانسوی است، که در سال ۱۹۲۲ تأسیس شد.
این شرکت زیر مجموعه مجموعه صنعتی باقر نژاد است